# Ханс фон Алефелдт
Ханс фон Алефелдт (на немски: Hans von Ahlefeldt; * ок. 1540; † 1580) е граф, благородник от стария род Алефелдт от Холщайн.
Той е син на граф Грегерс фон Алефелдт († 21 юни 1559) и съпругата му Анна фон Алефелдт (* ок. 1520), дъщеря на граф Годзке фон Алефелдт († 1545) и Маргарета Зеещед (* ок. 1484). Внук е на граф Бенедикт Клаузен фон Алефелдт-Зогаард († пр. 1513) и Айбе фон Рантцау († сл. 1522).

## Фамилия
Ханс фон Алефелдт се жени за Маргарета Рантцау (* 1556; † сл. 1624), дъщеря на Поул Рантцау (1527 – 1579) и Беата Зещед (1535 – 1589). Те имат две деца:
- Грегор фон Алефелдт (* декември 1577; † 1617), женен за Метта Бломе (* 1583; † 15 юли 1646), дъщеря на Ханс Бломе (1538 – 1599) и Катарина Щуре († сл. 1618); имат син и три дъщери
- Дорта Хансдатер Алефелдт († сл. 28 април 1607), омъжена за Ханс Шпаре († 1587, син на Кнуд Шпаре († 1568) и Анна Андерсдатер Биле († 1551)

Вдовицата му Маргарета Рантцау се омъжва втори път на 2 май 1587 г. за Годзке фон Алефелдт (1556 – 1612), внук на дядо му граф Годзке фон Алефелдт († 1545) и син на Георг/Йорген фон Алефелдт († 1549) и Анна фон Алефелдт († 1573); и има с него син и дъщеря.